# 自縛
自縛 (じばく) はボンデージを相方なしに一人で行う行為。ボンデージ自体がそれなりのリスクを伴う行為だが、自縛はさらに危険度が高まる。特に窒息プレイは非常に危険である。自縛で事故死した場合は週刊誌を賑わすこととなる。
自縛愛好者が考案した拘束解除の方法としては、手錠の鍵を氷漬けにする、縄を切るはさみやナイフを近くに置くなどがある。しかし万が一に備えてのバックアップも必須である。